# OggUVS
OggUVS는 Xiph.org가 개발한 비압축 비디오 코덱이다. 아직 완성되지 않은 프로젝트이며 현재 프로젝트가 진행 중이다.